# Järnmannen
Järnmannen (polska: Człowiek z żelaza) är en polsk dramafilm från 1981 i regi av Andrzej Wajda, med Jerzy Radziwiłowicz, Krystyna Janda och Marian Opania i huvudrollerna. Den handlar om en radioreporter som sänds ut av de polska myndigheterna för att ta reda på information om en strejkledare i Gdańsk. Filmen är en fristående uppföljare till Marmormannen från 1977.
Filmen hade världspremiär 2 maj 1981 vid filmfestivalen i Cannes. Den gick upp på bio i Polen 27 juli 1981 och i Sverige 2 november 1981. Den vann Guldpalmen och ekumeniska juryns pris i Cannes. Den blev nominerad till Oscar för bästa icke-engelskspråkiga film och Césarpriset för bästa utländska film.

## Medvarkande
- Jerzy Radziwiłowicz som Maciek Tomczyk / Mateusz Birkut
- Krystyna Janda som Agnieszka
- Marian Opania som Winkel
- Irena Byrska som fru Hulewicz
- Wiesława Kosmalska som Wiesława Hulewicz
- Bogusław Linda som Dzidek
- Franciszek Trzeciak som Badecki
- Janusz Gajos som ställföreträdande chef i radiokommittén
- Andrzej Seweryn som kapten Wirski
- Marek Kondrat som Grzenda
- Jerzy Trela som Antoniak
- Krzysztof Janczar som Kryska
- Krystyna Zachwatowicz som Hanka Tomczyk, Tomczyks mor